# آری لاپتف
آری لاپتف (انگلیسی: Ari Laptev؛ زادهٔ ۱۰ اوت ۱۹۵۰) دانشمند در زمینه ریاضیات اهل سوئد است.